# All of the Stars
«All of the Stars» - песня британского исполнителя Эда Ширана, вошедшая в саундтрек фильма Виноваты звёзды и изданная в качестве первого сингла с альбома саундтрека. Композиция также вошла в Deluxe-издание альбома Ширана x в качестве бонус-трека.
В фильме «The Fault In Our Stars» песня появилась в финальных титрах.
Премьера видеоклипа «All of the Stars» состоялась на YouTube 9 мая 2014 года. В видеоряд вошли сообщения поддержки, присланные поклонниками.

## Чарты
| Чарт (2014)                            | Лучшая позиция |
| -------------------------------------- | -------------- |
| Канада (Billboard Canadian Hot 100)    | 67             |
| Франция (SNEP)                         | 130            |
| Германия (GfK)                         | 66             |
| Ирландия (IRMA)                        | 29             |
| Шотландия (OCC Scotland)               | 31             |
| Великобритания (OCC UK Singles)        | 46             |
| США (Billboard Bubbling Under Hot 100) | 13             |
| США (Billboard Digital Song Sales)     | 49             |